# Lominchar
Lominchar – gmina w Hiszpanii, w prowincji Toledo, w Kastylii-La Mancha, o powierzchni 22,26 km². W 2011 roku gmina liczyła 2369 mieszkańców.